# Cmentarz żydowski w Sidrze
Cmentarz żydowski w Sidrze – kirkut społeczności żydowskiej niegdyś zamieszkującej Sidrę. Powstał w XIX wieku. Ma powierzchnię 0,8 ha. 
Na cmentarzu zachowało się około 10 nagrobków.